# Eurya phaeosticta
Eurya phaeosticta là một loài thực vật có hoa trong họ Pentaphylacaceae. Loài này được C.X.Ye & X.G.Shi mô tả khoa học đầu tiên năm 2008.